# Gajusz Juliusz Werkondaridubnus
Gajusz Juliusz Werkondaridubnus (Caius Iulius Vercondaridubnus) – galijski kapłan kultu cesarza Augusta w Lugdunum.
Gajusz Juliusz Werkondaridubnus był przedstawicielem galijskiego plemienia Eduów, które utrzymywało od dawna przyjazne stosunki z Rzymem. Został wybrany na pierwszego kapłana kultu cesarskiego w świątyni Romy i Augusta umiejscowionej w Lugdunum u zbiegu Rodanu i Saony. Zasady kultu ustalono 1 sierpnia 12 roku p.n.e. na spotkaniu  przedstawicieli plemion galijskich, które zwołał Klaudiusz Druzus po stłumieniu powstania w Galii. Wtedy wybrano Werkondaridubnusa na kapłana pod pełną nazwą sacerdos Romae et Augusti ad aram quae est ad confluentem. Bardzo możliwe, że poświęcenie ołtarza w świątyni i rozpoczęcie obowiązków kapłańskich Werkondaridubnusa nastąpiło w 10 roku p.n.e. podczas wizyty Augusta w Galii.
Celem ustanowienia kultu cesarskiego w Galii było między innymi uśmierzenie nastrojów i zjednoczenie prowincji. Kapłan wybierany był przez zgromadzenie prowincjonalne concilium.
W I w. n.e. wśród następców Werkondaridubnusa na stanowisku kapłana kultu cesarskiego byli Marek Lukteriusz Sencianus z plemienia Kadurków oraz Gajusz Juliusz Rufus z plemienia Santonów.